# Pseudohomonyx negros
Pseudohomonyx negros är en skalbaggsart som beskrevs av Miyake och Yamaya 1997. Pseudohomonyx negros ingår i släktet Pseudohomonyx och familjen Dynastidae. Inga underarter finns listade i Catalogue of Life.